# 柳博米爾卡 (切切利尼克區)
48°7′48″N 29°30′34″E / 48.13000°N 29.50944°E
柳博米爾卡（烏克蘭語：Любомирка）是位於烏克蘭西部文尼察州裏海辛區的村莊，處於布里塔夫卡河畔，始建於1747年，面積3.8平方公里，2001年人口971。